# Pulizia

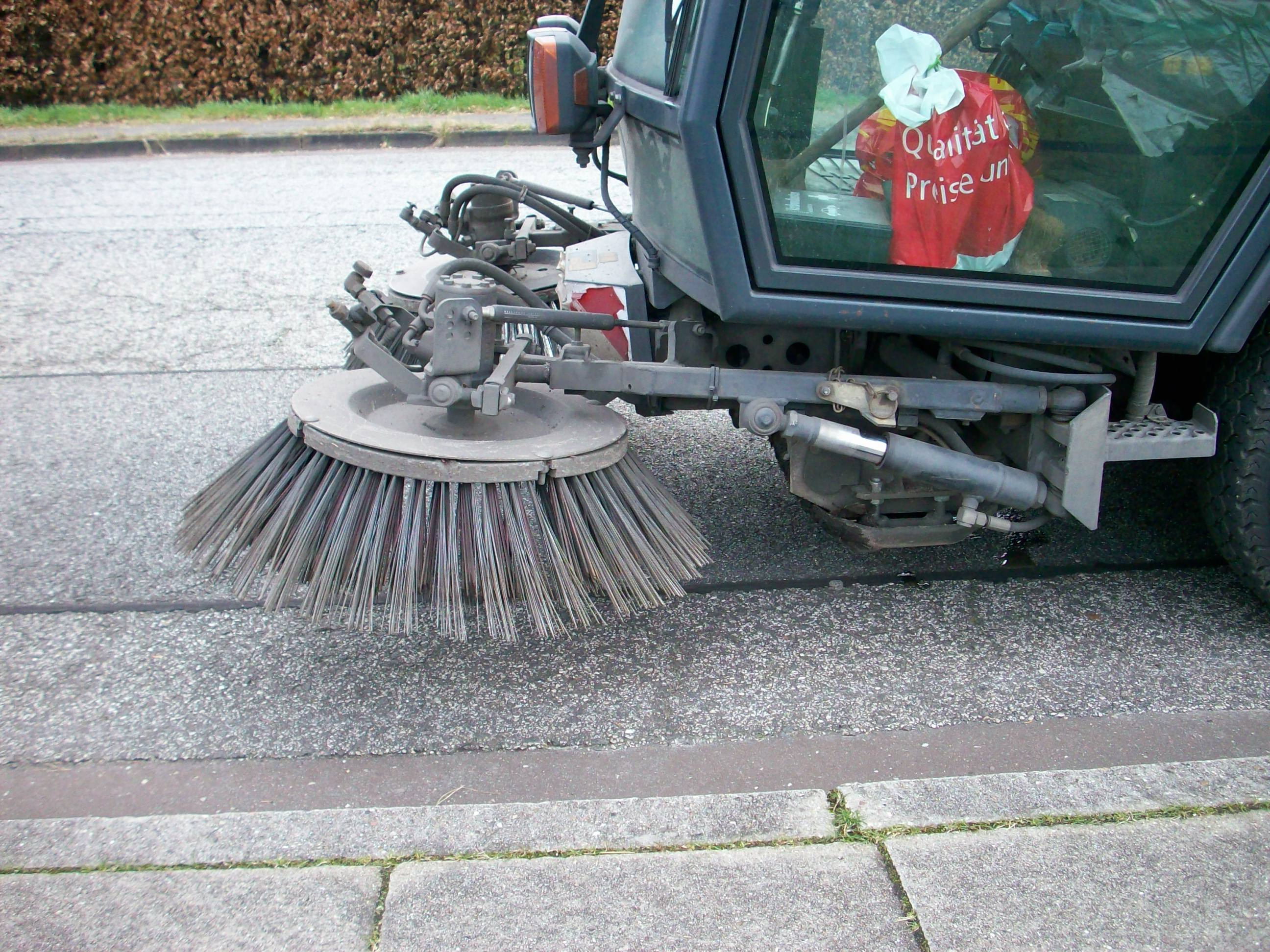
Macchina per pulire la strada

La pulizia è l'assenza di sporcizia, che può essere polvere, macchie, corpi estranei, cattivi odori, immondizia. Obiettivi della pulizia sono la salute, l'igiene, la bellezza, l'assenza di cattivi odori e l'evitare la diffusione di sporco e parassiti o varie molecole dannose e la contaminazione di altre persone o cose. In caso di oggetti di vetro come finestre o parabrezza, l'obiettivo può anche essere la trasparenza; e in questi casi vengono utilizzati tergivetri.
Il termine nettezza urbana è derivato dal latino nitere «pulire, far risplendere», che lega anche il termine nitidezza.

## Meccanismo
Un modo per ottenere la pulizia può essere il lavaggio, utilizzando solitamente acqua e qualche tipo di sapone o detergente. 
Le azioni per rimuovere la sporcizia, in generale, sono di 4 tipi: 
- azione meccanica (sfregamento, ecc.);
- azione termica (calore);
- azione chimica (detergenti);
- azione temporale (durata e insistenza delle altre 3 azioni oppure la naturale asportazione per degradazione batterica e/o ossidativa o, semplicemente, consunzione spontanea).

L'igienizzazione (da non confondere con la sanificazione) è un particolare procedimento di pulizia.

## Altri contesti
Il termine viene usato anche in senso figurato per indicare l'onestà e la correttezza di una procedura o di una persona.
Sotto l'aspetto antropologico la pulizia con il suo opposto la sporcizia sono considerati aspetti del tutto culturali, relativi quindi ai periodi storici, alle tradizioni, ai riti, alla paura di contaminazione, emblematico l'esempio della recente estensione del termine: pulizia etnica.
Capostipite di queste indagini storico etnografiche sociali l'antropologa Mary Douglas divenuta famosa col suo libro-studio d'esordio Purezza e pericolo del 1970.